# Ängslosta
Ängslosta (Bromus racemosus) är en gräsart som beskrevs av Carl von Linné. Ängslosta ingår i släktet lostor, och familjen gräs. Inga underarter finns listade i Catalogue of Life.

## Bildgalleri

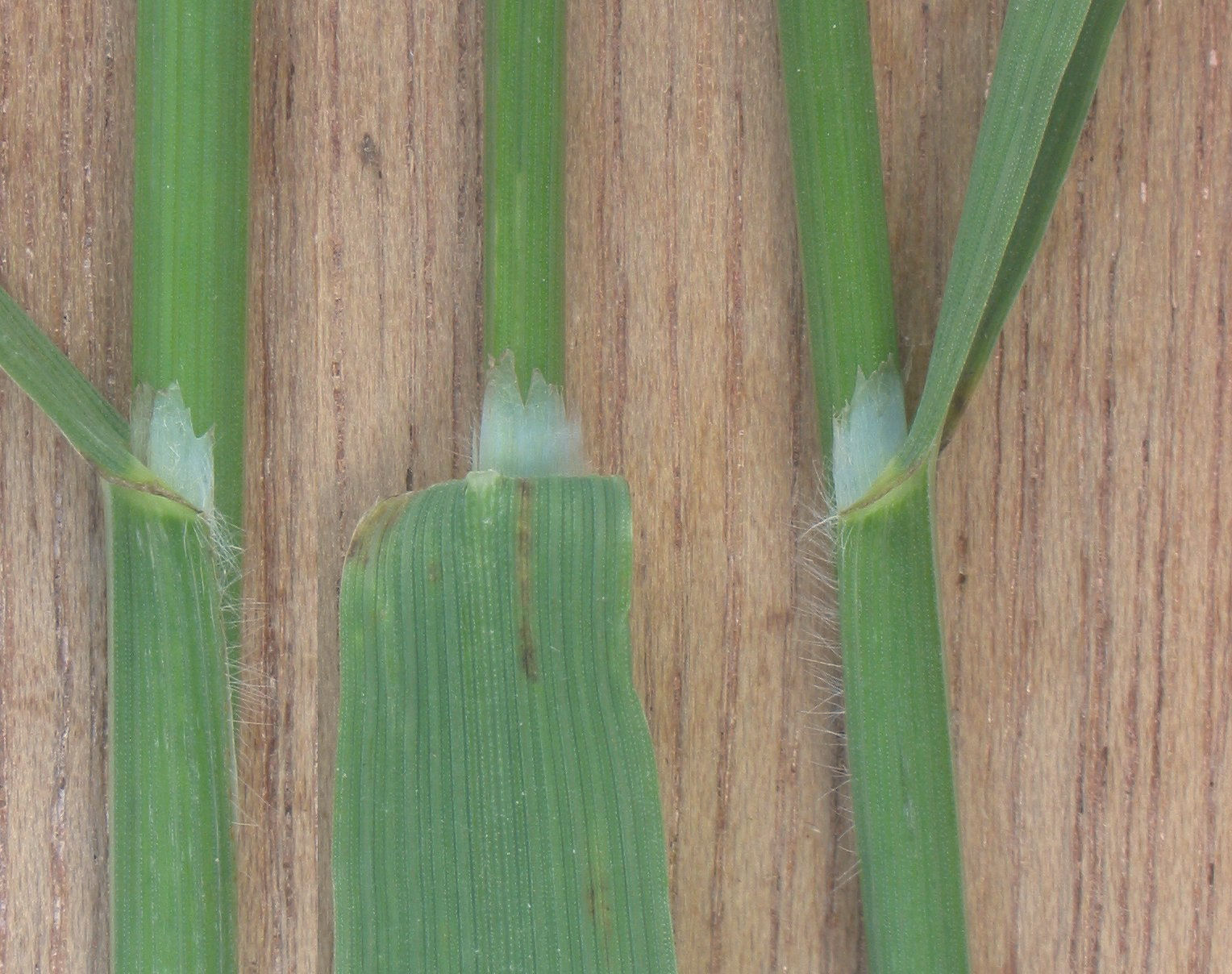
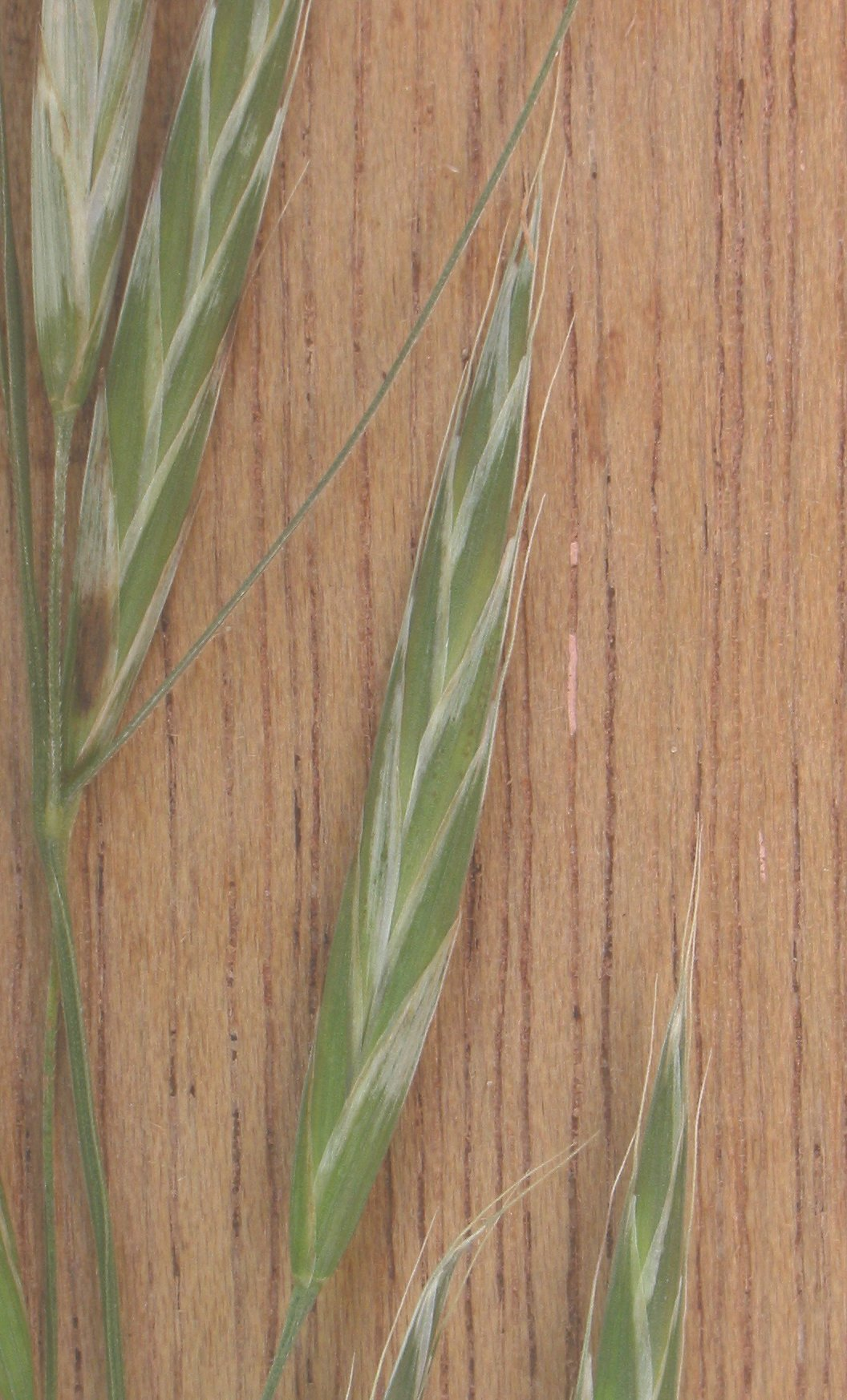
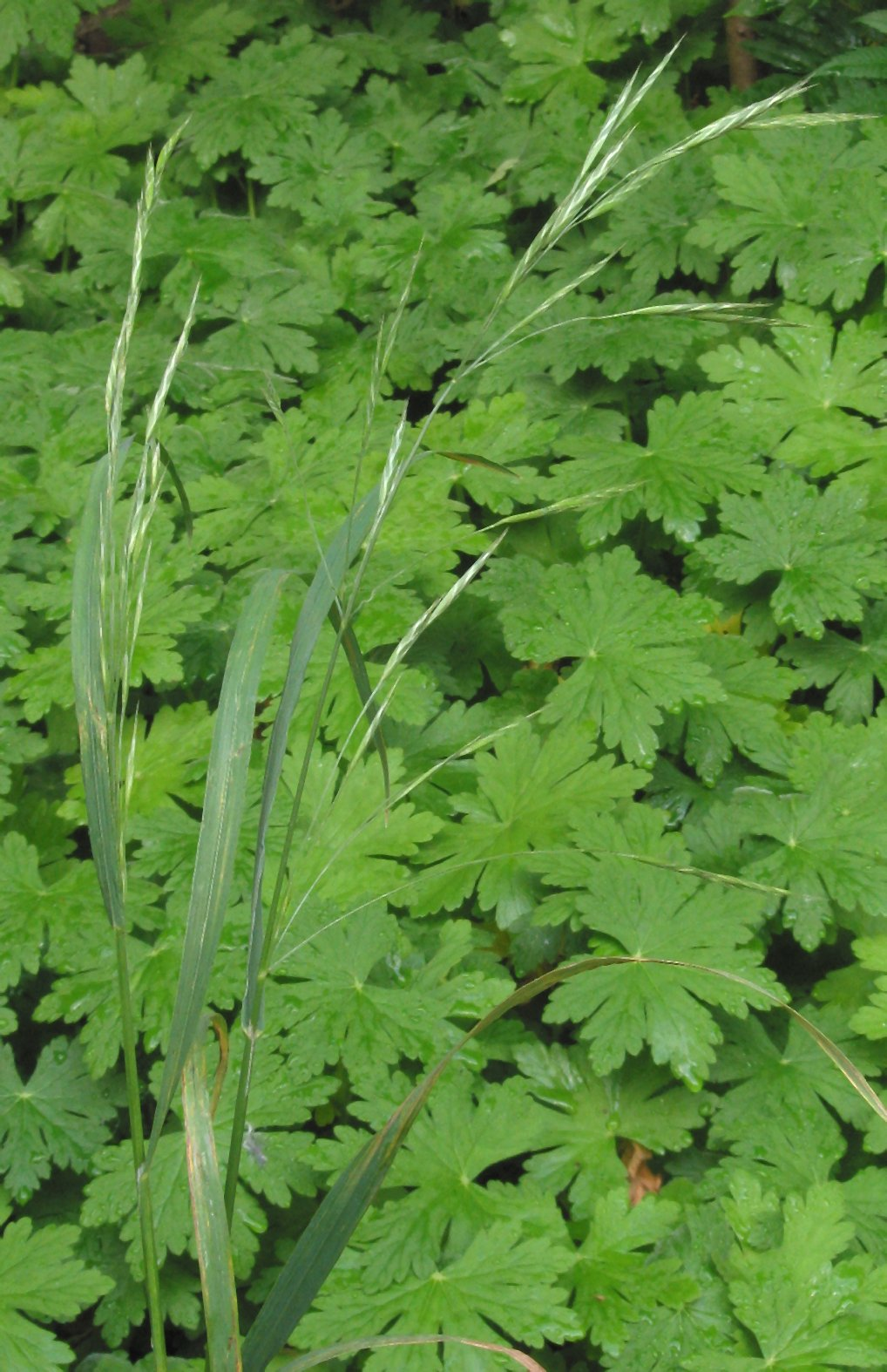